# Soucieu-en-Jarrest
Soucieu-en-Jarrest este o comună în departamentul Rhône din sud-estul Franței. În 2009 avea o populație de 3.702 de locuitori.

## Evoluția populației
| An        | 1975  | 1982  | 1990  | 1999  | 2006  | 2009  |
| --------- | ----- | ----- | ----- | ----- | ----- | ----- |
| Populație | 1.933 | 2.286 | 2.654 | 3.214 | 3.546 | 3.702 |